# Song Taizong
Song Taizong (宋太宗), född 939, död 997, var den andra kejsaren under den kinesiska Songdynastin (960-1279) och regerade 976-997. Hans personliga namn var Zhao Jiong (赵炅). Kejsar Taizong tillträdde efter att hans bror, kejsar Taizu, avlidit 976.
Kejsare Taizong anföll år 979 Liaodynastins södra huvudstad (dagens Peking), men blev katastrofalt besegrad. Taizong ett nytt försök år 986 att erövra Liaodynastin, men även detta anfall misslyckas. År 1004 är det Liandynastin som anfaller Songdynastin, men dess anfall stoppas vid Gula floden och resulterar i ett fredsavtal där Songdynastin tvingas köpa sig en dyrbar fred genom att ge årliga tribut till Liaodynastin. Taizong avlider år 997 och efterträds av sin tredje son, kejsare Zhenzong.  Kejsare Taizong begravdes liksom de flesta kejsare under Norra Song i Gongyi i Henan.